# 車いすラグビー世界選手権
車いすラグビー世界選手権（Wheelchair Rugby World Championship、略称WRWC）は、ワールドウィルチェアーラグビー（WWR）が主催し、パラリンピック中間年に開催される車いすラグビーの世界一決定戦。1995年に第1回大会が8か国で開催され、1998年第2回大会からは12か国が参加。日本代表は2002年第3回大会から出場し、2018年大会で優勝している。

## 歴代結果
| 金   | スコア                                | 銀             | 銅    | スコア           | 4位              |       |              |                          |
| 1995 | スイス (ノットヴィル )                | アメリカ       | 41–36 | カナダ           | ニュージーランド | 41–28 | イギリス     | [ 5 ]                    |
| 1998 | カナダ (トロント)                     | アメリカ       | 31–28 | ニュージーランド | カナダ           | 44–35 | スウェーデン | [ 6 ]                    |
| 2002 | スウェーデン (ヨーテボリ)             | カナダ         | 25–24 | アメリカ         | オーストラリア   | 45–38 | ベルギー     | [ 7 ]                    |
| 2006 | ニュージーランド (クライストチャーチ) | アメリカ       | 34–30 | ニュージーランド | カナダ           | 23–19 | イギリス     | [ 8 ]                    |
| 2010 | カナダ (バンクーバー)                 | アメリカ       | 57–45 | オーストラリア   | 日本             | 53–47 | スウェーデン | [ 9 ] [ 10 ]             |
| 2014 | デンマーク (オデンセ)                 | オーストラリア | 67-56 | カナダ           | アメリカ         | 62-56 | 日本         | [ 11 ]                   |
| 2018 | オーストラリア (シドニー)             | 日本           | 62-61 | オーストラリア   | アメリカ         | 47-36 | イギリス     | [ 12 ] [ 2 ] [ 3 ] [ 4 ] |
| 2022 | デンマーク（ヴァイレ）                | オーストラリア | 58–55 | アメリカ         | 日本             | 61-57 | デンマーク   | [ 13 ] [ 14 ] [ 15 ]     |
| 2026 | ブラジル                              |                | -     |                  |                  | -     |              |                          |